# Armadillidium pallidum
Armadillidium pallidum är en kräftdjursart som beskrevs av Gustav Budde-Lund. Armadillidium pallidum ingår i släktet Armadillidium och familjen klotgråsuggor. Inga underarter finns listade i Catalogue of Life.